# Rich Lemieux
Richard Bernard „Rich“ Lemieux (* 19. April 1951 in Témiscaming, Québec) ist ein ehemaliger kanadischer Eishockeyspieler, der im Verlauf seiner aktiven Karriere zwischen 1968 und 1977 unter anderem 276 Spiele für die Vancouver Canucks, Kansas City Scouts und Atlanta Flames in der National Hockey League (NHL) sowie 33 weitere für die Calgary Cowboys in der World Hockey Association (WHA) auf der Position des Centers bestritten hat. Seinen größten Karriereerfolg feierte Lemieux jedoch in Diensten der Nova Scotia Voyageurs mit dem Gewinn des Calder Cups der American Hockey League (AHL) im Jahr 1976.

## Karriere
Lemieux verbrachte zwischen 1968 und 1971 eine überaus erfolgreiche Juniorenzeit in Diensten der Canadien junior de Montréal, die zu dieser Zeit der Ontario Hockey Association (OHA) angehörten. In seinen ersten beiden Jahren gewann der Stürmer mit der Mannschaft jeweils das Double aus dem J. Ross Robertson Cup der OHA und dem Memorial Cup des Dachverbandes Canadian Hockey League. An sämtlichen Titelgewinnen war Lemieux, trotz des hochkarätig und mit zahlreichen späteren Profispielern besetzten Kaders, maßgeblich beteiligt. Weniger zufriedenstellend verlief jedoch die Saison 1970/71 für ihn, als er zunächst zwischen November 1970 und März 1971 wegen einer Knieverletzung ausfiel und in den anschließenden Playoffs einen Handbruch erlitt, der ihn abermals zu einer Pause zwang. Davon beeinflusst war auch seine Wahl im NHL Amateur Draft 1971 durch die Vancouver Canucks aus der National Hockey League (NHL), die ihn erst in der dritten Runde mit dem 39. Wahlrecht auswählten. Er war damit neben Jocelyn Guèvremont und Bobby Lalonde einer von drei Spielern der Junior Canadiens, die von den Canucks in einer der ersten drei Draftrunden gezogen worden waren.
Die Canucks statteten den Angreifer daraufhin im August 1971 mit einem Profivertrag aus und setzten ihn in der ersten Hälfte der Spielzeit 1971/72 in ihrem Farmteam, den Rochester Americans, in der American Hockey League (AHL) ein. Nachdem der Kanadier dort mit 24 Scorerpunkten in 34 Einsätzen überzeugt hatte, holten die Canucks ihn im Januar 1972 in den NHL-Kader, wo er sich in der Folge festspielte. In seiner ersten kompletten NHL-Saison bildete Lemieux eine Sturmreihe mit Don Lever und Bobby Lalonde, was ihm am Saisonende einen Karrierebestwert von 52 Punkten bescherte. Im darauffolgenden Spieljahr 1973/74 nahm Lemieuxs Offensivproduktion mit 22 Punkten aber rapide ab, sodass er von den Canucks im NHL Expansion Draft 1974 ungeschützt gelassen wurde und schließlich von den neu gegründeten Kansas City Scouts ausgewählt wurde.
In Kansas Citys Team spielte Lemieux in der Saison 1974/75 mit 30 Scorerpunkten einen soliden Part, wurde aber dennoch kurz nach dem Beginn der folgenden Spielzeit gemeinsam mit einem Zweitrunden-Wahlrecht im NHL Amateur Draft 1977 im Tausch für Buster Harvey an die Atlanta Flames abgegeben. Dort gelang es dem Offensivspieler jedoch nicht, sich für den NHL-Kader zu empfehlen. Er bestritt neben zwei Saisonspielen für Kansas City nur eine weitere Partie für die Atlanta Flames in der regulären Saison sowie zwei in den Playoffs. Ansonsten verbrachte der Franko-Kanadier die Saison auf Leihbasis beim Farmteam der Canadiens de Montréal, den Nova Scotia Voyageurs aus der AHL. Mit den Voyageurs gewann er am Saisonende den Calder Cup. Mit acht Toren war er bester Torschütze der Playoffs und seine 14 Scorerpunkte ließen ihn hinter Teamkollege Guy Chouinard den zweiten Rang in der Scorerwertung belegen.
Mit wenig Chancen auf einen dauerhaften Verbleib in der NHL wechselte der 25-Jährige im Juni 1976 als Free Agent in die zu dieser mit der NHL konkurrierenden World Hockey Association (WHA). Dort unterzeichnete er einen Vertrag bei den Calgary Cowboys, was möglich geworden war, nachdem der vorherige Halter seiner Transferrechte für die WHA, das Franchise der Michigan Stags/Baltimore Blades, den Spielbetrieb eingestellt hatte. Für die Cowboys absolvierte der Mittelstürmer bis zum Januar 1977 33 Spiele. Als er im Tausch für Butch Deadmarsh an die vor dem Bankrott stehenden Minnesota Fighting Saints abgegeben werden sollte, verweigerte Lemieux den Transfer, der daraufhin nicht zustande kam. In der Folge beendete Lemieux seine aktive Karriere umgehend.

## Erfolge und Auszeichnungen
| - 1969 J.-Ross-Robertson-Cup-Gewinn mit den Canadien junior de Montréal - 1969 Memorial-Cup-Gewinn mit den Canadien junior de Montréal - 1970 J.-Ross-Robertson-Cup-Gewinn mit den Canadien junior de Montréal | - 1970 Memorial-Cup-Gewinn mit den Canadien junior de Montréal - 1976 Calder-Cup-Gewinn mit den Nova Scotia Voyageurs |

## Karrierestatistik
(Legende zur Spielerstatistik: Sp oder GP = absolvierte Spiele; T oder G = erzielte Tore; V oder A = erzielte Assists; Pkt oder Pts = erzielte Scorerpunkte; SM oder PIM = erhaltene Strafminuten; +/− = Plus/Minus-Bilanz; PP = erzielte Überzahltore; SH = erzielte Unterzahltore; GW = erzielte Siegtore; 1 Play-downs/Relegation; Kursiv: Statistik nicht vollständig)